# Liolaemus brizuelai
Liolaemus brizuelai — вид ігуаноподібних ящірок родини Liolaemidae. Ендемік Аргентини. Описаний у 2021 році.

## Опис
Ящірка Liolaemus brizuelai — середній представник свого роду, її довжина (без врахування хвоста) становить 57,5 мм.

## Поширення і екологія
Liolaemus brizuelai мешкають в провінції Катамарка на північному заході Аргентини. Вони живуть в лісах Prosopis flexuosa, що ростуть на піщаних ґрунтах, серед повалених дерев. Голотип походить з місцевості, розташованої поблизу солончака Піпінако, на висоті 761 м над рівнем моря.